# To Be Loved (Michael Bublé)
To Be Loved è l'ottavo album in studio del cantante canadese Michael Bublé, uscito il 15 aprile 2013 in Gran Bretagna, 22 aprile in Canada e il 23 aprile negli Stati Uniti. Il primo singolo It's a Beautiful Day è uscito il 25 febbraio 2013. Oltre l'inedito It's a beautiful day, l'album è composto da tre inediti e dieci cover. L'album verrà pubblicato dalla 143 e Reprise, ed è prodotto da Bob Rock. L'album raggiunge la prima posizione in classifica nella Billboard 200 (195 000 copie la prima settimana), nella Billboard Canadian Albums nella Official Albums Chart, nei Paesi Bassi, Australia, Nuova Zelanda, Svizzera, Austria, Ungheria ed Irlanda, la seconda posizione in Finlandia, Norvegia, Danimarca, Portogallo e Germania, la terza in Italia e Svezia e la quarta in Francia e Spagna.

## Registrazione e produzione
To Be Loved è stato commissionato dalla casa discografica di Michael Bublè, dopo l'enorme successo di Christmas, divenuto il secondo album più venduto del 2011, vendendo circa sette milioni di copie in tutto il mondo. L'album è stato registrato tra Vancouver in Canada e Los Angeles negli Stati Uniti. Il cantante in un'intervista, riferendosi alla canzone It's a beautiful day, ha dichiarato: Ho voluto scrivere una sorta di anti-canzone d'amore. Ho pensato che sarebbe stato un inno per tutti coloro che hanno avuto il cuore spezzato. L'album comprende alcuni duetti, tra cui, uno con l'attrice Reese Witherspoon, il cantante Bryan Adams, il gruppo Soul Naturally 7 e il trio musicale londinese The Puppini Sisters. La promozione prevede un tour mondiale che partirà da Londra il 30 giugno dalla O2 Arena.

## Tracce
1. You Make Me Feel So Young (Mack Gordon)
2. It's a Beautiful Day (Michael Bublé, Bob Rock, Alan Chang)
3. To Love Somebody (Barry Gibb, Robin Gibb)
4. Who's Lovin You (William "Smokey" Robinson, Berry Gordy)
5. Somethin' Stupid (feat. Reese Witherspoon) (Clarence Carson Parks)
6. Come Dance with Me (Jimmy Van Heusen, Sammy Cahn)
7. Close Your Eyes (Michael Bublé, Alan Chang, Amy S. Foster)
8. After All (feat. Bryan Adams) (David Foster, Al Jarreau, Jay Graydon)
9. Have I Told You Lately That I Love You (feat. Naturally 7) (Scotty Wiseman)
10. To Be Loved (Jackie Wilson)
11. You've Got a Friend in Me (Randy Newman)
12. Nevertheless (I'm in Love with You) (con The Puppini Sisters) (Bert Kalmar)
13. I Got It Easy (Michael Bublé, Bob Rock, Alan Chang)
14. Young at Heart (Johnny Richards, Carolyn Leigh)

Tracce bonus dell'edizione deluxe
1. Be My Baby
2. It's a Beautiful Day (Swing Mix)
3. Melancholy Baby